# ハリイ・ハリスン
ハリイ・ハリスン（Harry Harrison, 1925年3月12日 - 2012年8月15日）は、アメリカ合衆国のSF作家。ハリー・ハリスンの表記もある。
代表作として《ステンレス・スチール・ラット》シリーズや映画「ソイレント・グリーン」(1973)の元となった『人間がいっぱい』(1966) がある。
エスペラント語の愛好家であり（エスペラント語は、『死の世界2』など彼の小説にはしばしば登場する）、アイルランド・エスペラント協会の名誉会長を務めたこともある。また、Esperanto-USA の名誉会員、世界エスペラント協会の役員でもある。

## 経歴
ヘンリー・マクスウェル・デンプシー (Henry Maxwell Dempsey) としてコネチカット州スタンフォードのロシア系ユダヤ系のアメリカ人家庭に生まれる（30歳のとき、法律上の名前を Harry Max Harrison に改名）。7歳のときからSFファンだった。
1943年に徴兵され、第二次世界大戦中は空軍で整備兵・砲術教官としてイタリアで軍務に就く。復員後、ニューヨークのハンターカレッジに入学して水彩画を学んだ。
編集者になる前にまずイラストレーターとしてSF業界に関わるようになった。特に、ECコミックで2つのSFコミック誌 Weird Fantasy と Weird Science でイラストを描いていた。
雑誌編集では Wade Kaempfert や Philip St. John といったハウスネームを使用した。
初めはギャラクシィ誌にイラストを寄稿し、小説を書き始めたのは喉の病気によって絵が描けなくなったことからである。Felix Boyd、レスリー・チャータリス（ゴーストライターを務めた）、Hank Dempsey といった名前でも小説を書いた。SFは風刺の効いたユーモラスなものが多く、《ステンレス・スチール・ラット》シリーズや（ハインラインの『宇宙の戦士』を風刺した）『宇宙兵ブルース』が好例として挙げられる。
1948年、SF関係者の集まりであるヒドラ・クラブが設立されると会長職に就くが、権力争いに破れ、数年で除名された。
1950年代から1960年代にかけて新聞連載漫画「フラッシュ・ゴードン」のメイン作家として活動していた。その脚本の一部は雑誌連載にも採用されている。科学的正確さを保証すべく、ハリスンは大まかなスケッチをアーティストに提示していたが、アーティスト側がそれを無視することが多かった。
1954年、ニューヨークで結婚。
1960年に、アナログ誌に連載した最初の長篇『死の世界』が、その年のヒューゴー賞候補にノミネートされ、気鋭の新人として一躍注目を浴びることになる。
評論においては、前衛的なニュー・ウェーブ系の作品を支持したが、ハリスン自身が書く小説は、シニカルな冒険小説的なSFか、ユーモアSFであった。コミカルな作品が多いが、シリアスなテーマの作品も書いている。例えば、人口爆発と資源の枯渇を扱った『人間がいっぱい』が有名で、映画「ソイレント・グリーン」の元になっている（ただし設定だけが共通で、テーマやプロットは全く異なる）。『人間がいっぱい』は自身の2人の子供たちに捧げられている。
1964年には親友ブライアン・オールディスと組んで、自費出版の評論誌『SFホライズン』を起こし、旧態に囚われたSFに対する批判をした。また、2人でアンソロジーの編集も精力的に行った。オールディスと共にバーミンガムSFグループの共同の社長を務めた。
また同年にはミステリ作家レスリー・チャータリスの「セイント」シリーズの新作 Vendetta for the Saint77 をチャータリス名義で代筆している。
アメリカを出て各国（メキシコ、イングランド、デンマーク、イタリア）に暮らすが、アイルランドに落ち着く。イングランドに出かけたときのためにブライトンにもアパートを借りていた。
1973年、国籍を問わずに最優秀SF長篇に与えられるジョン・W・キャンベル記念賞をレオン・ストーヴァーと共に創設した。
1990年、ジョー・ホールドマンらと共に第48回ワールドコンのゲスト・オブ・オナーとして招待された。
なお、パロディ作品『銀河遊撃隊』『宇宙兵ブルース』や『テクニカラー・タイムマシン』を翻訳した翻訳家の浅倉久志は、「自分が翻訳した作家で一番好きなのはハリスン。好きな作品は『宇宙兵ブルース』」と語っている。
2002年、妻が癌により死去。
晩年に至るまで、ハリスンは世界SF会議の組織者の一人として活躍する傍ら、精力的に小説を書き続けた。2009年、アメリカSFファンタジー作家協会からデーモン・ナイト記念グランド・マスター賞を授与された。
2012年8月15日、死去。87歳没。

## 作品リスト
- 『殺意の惑星』（Planet of Damned/Sense of Obligation (1962)、浅倉久志訳、ハヤカワSFシリーズ） 1974、のちハヤカワ文庫SF 1978
- 『ロボット戦争』（War with the Robots (1962)、中村保男訳、創元推理文庫） 1980 - 短編集

「訓練用シュミレーター」 Simulated Trainer(Trainee for Mars) (1958)
「外柔内剛」 The Velvet Glove (1956)
「法の腕」 Arm of the Law (1958)
「好奇心旺盛なロボット」 The Robot Who Wanted to Know (1958)
「おれが見ている」 I See You (1959)
「修理工」 The Repairman (1958)
「生きのびる惑星」 Survival Planet (1961)
- 『宇宙兵ブルース（英語版）』（Bill, The Galactic Hero (1965)、浅倉久志訳、ハヤカワSFシリーズ） 1967、のちハヤカワ文庫SF 1977
- 『人間がいっぱい』（Make Room! Make Room! (1966)、浅倉久志訳、ハヤカワSFシリーズ） 1971、のちハヤカワ文庫SF 1986
- 『テクニカラー・タイムマシン』（The Technicolor® Time Machine (1967)、浅倉久志訳、ハヤカワSFシリーズ） 1969、のちハヤカワ文庫SF 1976
- 『囚われの世界』（Captive Universe (1969)、島岡潤平訳、サンリオSF文庫） 1978
- 『宇宙船ドクター』（Spaceship Medic (1970) 、内田庶訳、あかね書房、少年少女世界SF文学全集）1982 - ジュブナイル
- 『大西洋横断トンネル、万歳!』（A Transatlantic Tunnel, Hurrah! / Tunnel Through the Deeps (1972)、水嶋正路訳、サンリオSF文庫） 1979
- 『銀河遊撃隊』（Star Smashers of the Galaxy Rangers (1973)、浅倉久志訳、ハヤカワ文庫SF） 1980、のち再刊 2005
- 『原子力衛星が落ちてくる！』（Skyfall (1976)、井坂清訳、徳間書店） 1979

### 「死の世界」
- 『死の世界1』（Deathworld 1 (1960)、中村保男訳、創元推理文庫） 1967
- 『死の世界2』（Deathworld 2 (1964)、中村保男訳、創元推理文庫） 1967
- 『死の世界3』（Deathworld 3 (1968)、中村保男訳、創元推理文庫） 1969

### 「ステンレス・スチール・ラット」シリーズ
- 『ステンレス・スチール・ラット』The Stainless Steel Rat (1961)、那岐大訳、サンリオSF文庫） 1978
- 『ステンレス・スチール・ラットの復讐』The Stainless Steel Rat's Revenge (1970)、那岐大訳、サンリオSF文庫） 1979
- 『ステンレス・スチール・ラット世界を救う』The Stainless Steel Rat saves the World (1972)、那岐大訳、サンリオSF文庫） 1979
- 『ステンレス・スチール・ラット諸君を求む』The Stainless Steel Rat Wants You! (1978)、那岐大訳、サンリオSF文庫） 1980
- 『ステンレス・スチール・ラット大統領に』The Stainless Steel Rat for President (1982)、嶺常生訳、サンリオSF文庫） 1984
- （未訳）A Stainless Steel Rat Is Born (1985)
- （未訳）The Stainless Steel Rat Gets Drafted (1987)
- （未訳）The Golden Years of the Stainless Steel Rat (1993)
- （未訳）The Stainless Steel Rat Goes to Hell (1996)
- （未訳）The Stainless Steel Rat Joins the Circus (1999)
- （未訳）The Stainless Steel Rat Returns (2010)

### 「星の世界へ」三部作
- 『ホーム・ワールド』（Homeworld (1980)、酒井昭伸訳、創元推理文庫） 1983
- 『ホイール・ワールド』（Wheelworld (1981)、内田昌之訳、創元推理文庫） 1990
- （未訳） Starworld (1981)

### 「Eden」三部作
- （未訳）West of Eden (1984)
- （未訳）Winter in Eden (1986)
- （未訳）Return to Eden (1988)

ほか未訳作品多数。

## アンソロジー
- 『ベストSF 1』THE YEAR'S BEST SCIENCE FICTION 1（ブライアン・オールディスと共同編集の年間SFベスト・アンソロジー。67年版のみ邦訳）